# Canthidium haagi
Canthidium haagi là một loài bọ cánh cứng trong họ Bọ hung (Scarabaeidae).